# Habenaria tysonii
Habenaria tysonii är en orkidéart som beskrevs av Harry Bolus. Habenaria tysonii ingår i släktet Habenaria och familjen orkidéer. Inga underarter finns listade i Catalogue of Life.